# Metaphycus guttofasciatus
Metaphycus guttofasciatus är en stekelart som först beskrevs av De Santis 1964.  Metaphycus guttofasciatus ingår i släktet Metaphycus och familjen sköldlussteklar. Inga underarter finns listade i Catalogue of Life.